# Hejnał Torunia
Hejnał Torunia – sygnał muzyczny, powstały w 1926 roku w Toruniu. Został skomponowany przez Jerzego Bojanowskiego, a jego pierwsze publiczne wykonanie miało miejsce 29 kwietnia 1926 roku na dziedzińcu Ratusza Staromiejskiego. W 1999 roku został wpisany do statutu miasta Torunia oraz zaczął być traktowany jako jeden ze znaków miasta. Od 2011 roku jest co godzinę grany z wieży Ratusza Staromiejskiego.